# Dumlupınar
Dumlupınar là một huyện thuộc tỉnh Kütahya, Thổ Nhĩ Kỳ. Huyện có diện tích 276 km² và dân số thời điểm năm 2007 là 3277 người, mật độ 12 người/km².